# NGC 7707
NGC 7707 is een elliptisch sterrenstelsel in het sterrenbeeld Andromeda. Het hemelobject werd op 24 oktober 1786 ontdekt door de Duits-Britse astronoom William Herschel. NGC 7707 bevindt zich in het door de IAU afgevoerde sterrenbeeld Frederici Honores, bestaande uit de sterren iota, kappa, lambda, omicron, en psi Andromedae.

## Synoniemen
- UGC 12683
- MCG 7-48-12
- ZWG 533.14
- NPM1G +44.0415
- PGC 71798